# Talp de musell curt
El talp de musell curt (Scaptochirus moschatus) és una espècie de mamífer de la família dels tàlpids. És una de les dues que formen el gènere Scaptochirus. És endèmic de la Xina.